# Berkecz Mária
Berkecz Mária magyar közgazdász, bróker, diplomata, a Millenáris Kht. egykori vezetője.

## Élete
A szegedi Radnóti Miklós Gimnáziumban érettségizett. 1974 és 1978 között a Marx Károly Közgazdaságtudományi Egyetem hallgatója, külkereskedelmi marketing szakon végzett. 1988-ban New Yorkban a Securities Training Corporation szervezésében bróker vizsgát tett. 1992-1994 között a később a CEU-ba beolvadt budapesti Nemzetközi Menedzser Központ (International Management Center, IMC) által szervezett képzést végezte el. 1994-ben MBA fokozatot szerzett (4.00 maximális eredménnyel) a University of Pittsburgh egyetem posztgraduális képzése keretében (Joseph Katz Graduate School of Business). Angolul, németül és oroszul beszél. Házas, két gyermeke van.

## Szakmai pályafutása

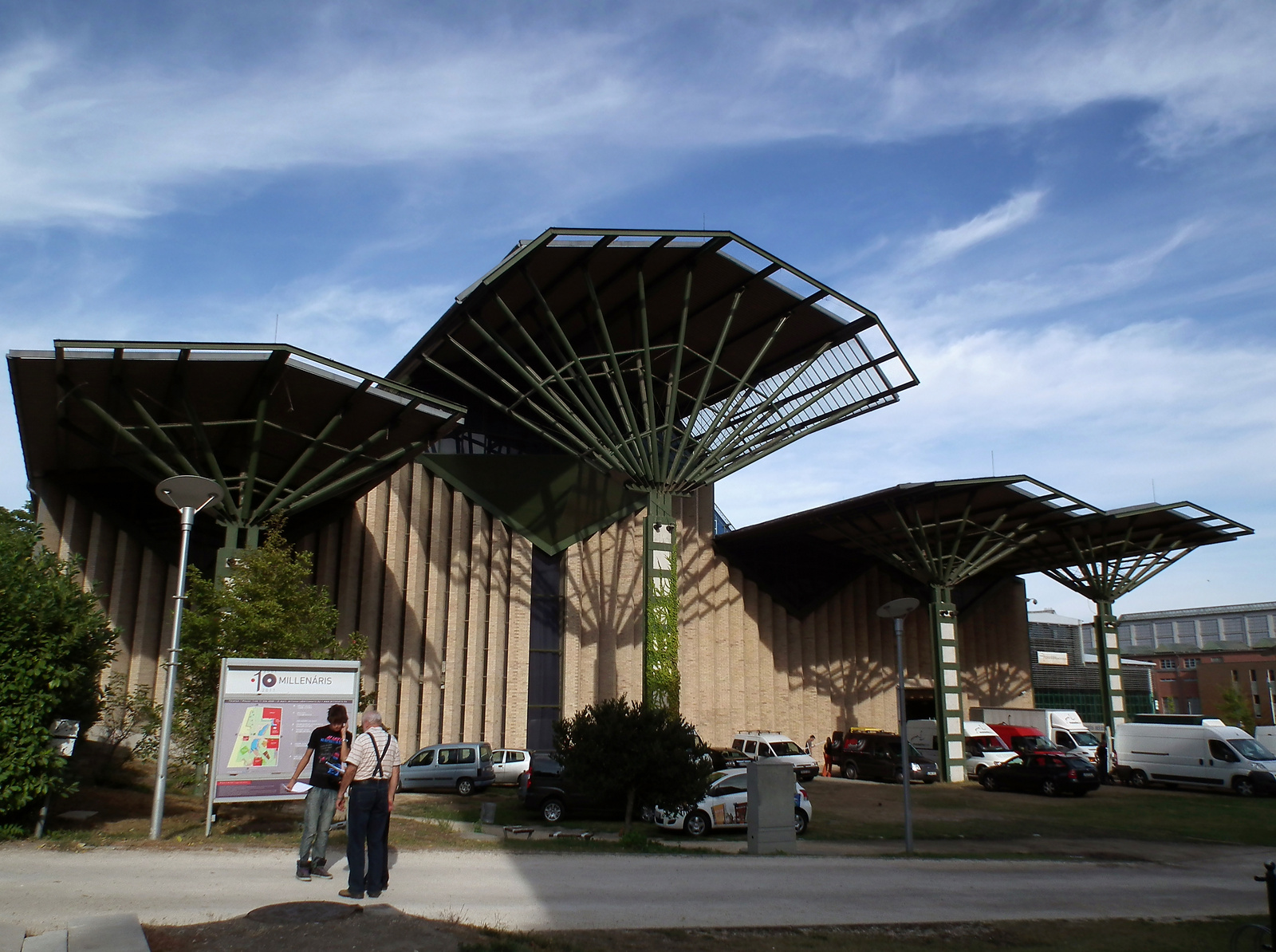
A Millenáris Park az "Álmok álmodói - Világraszóló magyarok" kiállításnak otthont adó B-épülete

1978 és 1987 között a Magyar Külkereskedelmi Bank munkatársa volt. 1978-tól 1996-ig különböző befektetési és pénzügyi projekteken dolgozott. 1996 és 2000 között a Távközlési Dolgozók Biztosító és Önsegélyező Egyesületének (későbbi neve: Dimenzió Biztosító Egyesület) befektetési és gazdasági igazgatója volt. 2000 és 2002 között a Millenáris Kulturális Kht. ügyvezető igazgatójaként dolgozott.
A Millenáris kulturális projekt célja az volt, hogy bemutassa milyen újításokkal, találmányokkal és kimagasló eredményekkel járultak hozzá a magyarok a tudomány, a kultúra és a sport területén Európa és világ szellemi fejlődéséhez, az „Álmok álmodói – Világraszóló magyarok” kiállítás és kapcsolódó kulturális rendezvények által.
A kiállítás és a rendezvények anyagának összeállítsása –  a tematikus anyagok legújszerűbb bemutatása érdekében -  az alkotók intenzív együttműködösében, egyidejűleg folyt a helyszínt adó épületegyüttes tervezésével.
A kiállítás és a kapcsolódó kulturális fejlesztések megvalósítására a volt Ganz Villamossági Gyár területén létrehozott objektum számos rangos hazai és nemzetközi elismerést nyert el a város közepén található elavult ipari épület sikeres funkcióváltásáért: 2001-ben Budapest Építészeti Nívódíja emlékérmet és oklevelet, 2002-ben Europa Nostra-díjat a műemléki rekonstrukcióért és az V. Magyar Ingatlanfejlesztési Nívódíj Pályázaton a Budapesti Kereskedelmi és Ipar Kamara különdíját valamint 2003-ban a FIABCI Prix d’Excellence Nemzetközi Ingatlanfejlesztési Nívódíj Pályázaton a Közcélú Létesítmény kategória különdíját.
A kiállítás alkotói közössége azt vizsgálta és jelenítette meg, hogy a magyar szellemi élet nagy alakjai milyen iskolák, műhelyek, régiók köré csoportosultak. Fontosnak tartották a legtágabban értelmezett magyar gondolkodás értékteremtő erejét szemléltetni és jelentős termékek, márkák, módszerek, eljárások, szabadalmak felmutatásával alátámasztani. Számos magyar vagy magyar származású Nobel-díjas életművét ismertették. A magyar művészet, előadóművészet és sportélet legjava is bemutatásra került.
A mintegy 13.000 négyzetméteres kiállítást közel három évig készítette elő 628 szakember, akiknek munkáját 250 múzeum, intézmény és magángyűjtő támogatta. Maga a kiállítás építés is újszerű elemeket hozott be, a fényeket vezérlő több mint ötszáz áramkörös rendszer az első ilyen rendszer volt Magyarországon. Az érintőképernyős monitorok kiállítási anyagok, képek, diák, életrajzok bemutatására való felhasználása itt valósult meg először hazánkban.
A kiállítás széles tömegek számára befogadható, élvezetes és szórakoztató módon kínált információt arról, hogy mi magyarok mi mindennel járultunk hozzá a nagyvilág tágabb értelemben vett teljesítményeihez. A folyamatosan áramló tömeg bizonyította a innovatív kiállításépítés sikerét és a kiállítás üzenetének aktualitását.
Az Orbán-kormány utolsó munkanapjaiban a Miniszterelnöki Hivatal közös megegyezéssel felmentette Berkecz Máriát ügyvezetői tisztségéből. Berkecz elmondása szerint a Miniszterelnöki Hivatal akkori közigazgatási államtitkára, Bártfai Béla úgy nyilatkozott, hogy az ügyvezető munkájával minden tekintetben meg voltak elégedve, de új koncepcióban gondolkodtak a Millenárist illetően, és a szerződés alapján az 5 évre szóló munkaviszony hátra lévő idejére szóló fizetést kifizette részére.
Emiatt Keller László közpénzügyi államtitkár feljelentést tett ellene és Bártfai Béla ellen jelentős vagyoni hátrányt okozó hűtlen kezelés gyanúja miatt. Berkecz utódja, Mizsei Zsuzsa szintén feljelentést tett ismeretlen tettes ellen, mert az Álmok álmodói kiállítás látogatóinak adott ajándék karórák beszerzési árát aránytalanul magasnak tartotta. Mizsei a végkielégítés miatt munkaügyi pert is kezdeményezett Berkecz ellen.
A nyomozások során nagy vihart kavart a nyomozók Berkecz Máriával szembeni bánásmódja: zárolták a bankszámláit, bevonták az útlevelét, az előzetes letartóztatás során egymás után többször meztelenre vetkőztették. Ez felvetette annak a lehetőségét, hogy a rendőrséget politikai megfélemlítésre használják.
Berkecz Mária élete elmondása szerint ezt követően rémálommá vált. Áder János, a Fidesz akkori frakcióvezetője tiltakozott az országgyűlésben és azt mondta: „Eddig és ne tovább!”  A „Berkecz Mária elleni szükségtelen és aránytalan rendőri intézkedésről” beszélve  Áder János a Lisszaboni Kereszténydemokrata Internacionálén is fölemelte szavát. Berkecz a sajtóban - pl. a Népszabadságnak adott interjújában -, következetesen képviselte álláspontját, miszerint minden törvényesen és az előírásoknak megfelelően történt. Elmondása szerint Mizsei Zsuzsa csúsztatott a sajtó felé történt kommunikációjában, amit a rendben lezárult APEH-vizsgálattal támasztott alá.
A perei négy év múlva zárultak le, 2006. március 21-én, Berkecz Máriát bűncselekmény hiányában felmentették. Azonban az elhelyezkedéssel a munkaerőpiacon nehézségei támadtak.
2006. június 26-tól az Magyar Televízió Közalapítvány Ellenőrző Testület tagja volt.
Később a Hegyvidéki Gyűjtemény és Galéria kulturális menedzsere volt, különböző klubokat, találkozókat szervezett.
2010 után a Külügyminisztérium Gazdálkodási Főosztályán főosztályvezetőként dolgozott. A Külügyminisztérium főosztályvezetőjeként nagy értékű orvosi műszerek eljuttatását szervezte meg a Honvéd kórház részére a Stockholmi nagykövetség és a Karolinska Kórház együttműködésével.  
2014 nyarától az Igazságügyi Minisztérium Pénzügyi és Számviteli Főosztályán az főosztályvezetője volt.
Jelenleg Magyarország Ungvári Főkonzulátusán konzul. Rendszeresen karitatív munkát végez.

## Oktatói munkássága
A Károly Gáspár Református Egyetem Állam és Jogtudományi Karán Külügyi Szaktanácsadó Szakirányú Továbbképzés 2014/2015. tavaszi félévében előadó volt.